# Siccia kuangtungensis
Siccia kuangtungensis är en fjärilsart som beskrevs av Daniel 1951. Siccia kuangtungensis ingår i släktet Siccia och familjen björnspinnare. Inga underarter finns listade i Catalogue of Life.